# Nikodem (Rusnak)
Nikodem, imię świeckie Mykoła Stepanowycz Rusnak (ur. 18 kwietnia 1921 w Dawydiwcach, zm. 15 września 2011 w Charkowie) – metropolita charkowski i bohoduchowski Ukraińskiego Kościoła Prawosławnego Patriarchatu Moskiewskiego.

## Życiorys
Urodził się w ubogiej rodzinie chłopskiej Mykoły i Paraskewy Rusnaków na Bukowinie. Ukończył rumuńskojęzyczną szkołę podstawową w rodzinnej wsi. Następnie, w 1938, po śmierci ojca i wstąpieniu do monasteru przez matkę wstąpił do monasteru św. Jana Teologa w Chreszczatyku, gdzie 6 stycznia 1945 złożył śluby wieczyste. 29 kwietnia tego samego roku przyjął święcenia diakońskie, zaś 23 lutego 1946 – kapłańskie. Po czterech latach został przełożonym monasteru, którą to funkcję spełniał do 1955, kierując jego odbudową po zniszczeniach II wojny światowej. Służył również w kilku wiejskich cerkwiach w regionie.
W 1955 wyjechał do Ławry Troicko-Siergijewskiej na naukę w moskiewskim seminarium duchownym, które ukończył po trzech latach. Wyjechał następnie do Jerozolimy jako zastępca zwierzchnika misji Rosyjskiego Kościoła Prawosławnego. 15 października 1958 otrzymał godność archimandryty.
10 sierpnia 1961 w Ławrze Troicko-Siergijewskiej miała miejsce jego chirotonia na biskupa kostromskiego, po otrzymanej 5 lipca tego samego roku nominacji. W okresie kierowania przez niego eparchią kostromską żadna z jej cerkwi nie została zamknięta przez władze, duchowny z powodzeniem przeciwdziałał również planom umieszczenia Fiodorowskiej Ikony Matki Bożej w muzeum.
Po trzech latach został przeniesiony na katedrę argentyńską i południowoamerykańską. W 1968 po powołaniu przez Rosyjski Kościół Prawosławny Egzarchatu Środkowej i Południowej Ameryki został jego pierwszym zwierzchnikiem. Funkcję tę pełnił do 1977. Koordynował prace nad nowym przekładem prawosławnych Świętych Liturgii na język hiszpański, otworzył pierwszą etnicznie rosyjską parafię prawosławną w Chile oraz zakończył wznoszenie soboru Zwiastowania w Buenos Aires. Od 1970 łączył obowiązki egzarchy z godnością arcybiskupa charkowskiego i bohoduchowskiego. W raporcie Urzędu ds. Wyznań z tego samego roku, dzielącym hierarchów Rosyjskiego Kościoła Prawosławnego w zależności od ich stosunku do władzy radzieckiej, został uznany za duchownego całkowicie lojalnego.
W 1983 przeniesiony ponownie na katedrę lwowską i tarnopolską, pozostając locum tenens eparchii charkowskiej. Od 9 kwietnia 1985 metropolita. W 1988 został przełożonym Ławry Peczerskiej, nosząc równocześnie tytuł metropolity Lwowa i Drohobycza. Po roku powrócił na katedrę charkowską.
Między kwietniem a majem 1992 był tymczasowym zwierzchnikiem Ukraińskiego Kościoła Prawosławnego Patriarchatu Moskiewskiego. 27 maja tego roku przewodniczył soborowi biskupów Kościoła, w czasie którego potępione zostały starania o jednostronną autokefalizację Cerkwi na Ukrainie, w szczególności działalność byłego metropolity Filareta (Denysenki), który został oskarżony o rozbijanie Kościoła i krzywoprzysięstwo, usunięty z urzędu i pozbawiony wszystkich godności cerkiewnych. W latach 1994–2006 przewodniczył Komitetowi ds. Kanonizacji w Kościele Ukraińskim, jednak został zwolniony z tej funkcji z uwagi na wielość obowiązków w eparchii charkowskiej.
Doktor honoris causa Kijowskiej Akademii Teologicznej oraz Chrześcijańskiej Akademii Teologicznej w Warszawie.
Zmarł 15 września 2011 w swojej rezydencji. Przyczyną zgonu była niewydolność krążenia oraz choroby przewlekłe. Dwa dni później został pochowany w soborze Zwiastowania w Charkowie.